# Paulista
Paulista város Brazíliában, Pernambuco államban. Lakosainak száma 342 167 fő (2022). Paulista Recife, Abreu e Lima, Camaragibe, Igarassu, Olinda és Paudalho községekkel határos.

## Népesség
A település népességének változása:
| Lakosok száma | 262 237 | 300 466 | 336 919 | 342 167 |
|               | 2000    | 2010    | 2021    | 2022    |